# Mary Main
Mary Biggar Main (* 1943; † 6. Januar 2023) war eine US-amerikanische Entwicklungspsychologin und Vertreterin der Bindungstheorie.

## Leben
Mary Main erwarb ihren Bachelor 1968 in Klassischer Altertumswissenschaft und Naturwissenschaft am St. John’s College in Annapolis, Maryland. Anschließend studierte sie Psychologie an der Johns Hopkins University in Baltimore, unter anderem bei Mary Ainsworth, und promovierte 1973 mit einem Ph.D. in Psychologie. Ihre Dissertation Erkunden, Spielen und kognitive Funktionen in der Mutter-Kind-Beziehung (Exploration, Play and Cognitive Functioning as Related to Infant-Mother Attachment) befasste sich mit den Folgen unterschiedlicher früher Bindungen zur Mutter. Im gleichen Jahr wurde sie Professorin an der University of California in Berkeley, wo sie einen Lehrstuhl für Psychologie im Bereich Veränderung, Plastizität und Entwicklung sowie Biopsychologie innehat. Der Schwerpunkt ihrer Arbeiten liegt in der Bindungstheorie, den individuellen Beziehungsunterschieden bei Diskurs, Zeichnen und Erzählen, den funktionellen Bewusstseinsstörungen und der Ethologie.
Neben ihrer Professur in Berkeley arbeitete sie 1972 bis 1973 am National Institute of Mental Health, 1977 bis 1978 am Zentrum für interdisziplinäre Forschung der Universität Bielefeld, 1985 bis 1986 an der University of Virginia und 1995 bis 1996 an der Universität Leiden.

## Werk
In ihren frühen Arbeiten in Berkeley erweiterte Main das Identifizierungssystem über das Bindungsverhalten (sicher, unsicher vermeidend, unsicher ambivalent) von Ainsworth um den Bindungstyp D = unsicher desorganisiert. Kindern dieses Typus fehlte eine  kohärente Verhaltensstrategie, um mit Stress während des Fremde-Situation-Tests umgehen zu können und verhielten sich desorganisiert und desorientiert. Die Bedeutung dieser Entdeckung liegt in dem damit gefundenen Zusammenhang zwischen der frühen D-Bindung und späteren sozialen und psychischen Gesundheitsstörungen wie die Anfälligkeit für Psychopathologie bei Kindern und Jugendlichen oder Feindseligkeit gegenüber Partnern bei jungen Erwachsenen.
Für Eltern entwickelte Mary Main 1985 das Bindungsinterview für Erwachsene (Adult Attachment Interview). Es erfasst sprachlich die Bindungsrepräsentation oder die Einstellung des Erwachsenen zu Bindungen. Sie entdeckte, dass die Art wie Eltern über ihre Kindheitserfahrungen mit den eigenen Eltern sprachen, Hinweise gaben, wie sie mit ihren zukünftigen Kindern umgehen würden.

## Auszeichnungen
- 2000 Ehrendoktor der Universität Uppsala, Schweden
- 2004 wurde an der Universität Leiden, Holland der Mary Main Lehrstuhl für ihr Lebenswerk in der Bindungsforschung errichtet
- 2007 Ehrendoktor der Universität Göteborg, Schweden[2]
- 2011 Ehrendoktor der Universität Haifa, Israel

## Schriften (Auswahl)
- Mary Main: Sicherheit und Wissen(Erkenntnisse aus ihrer Dissertation). In: Entwicklung der Lernfähigkeit in der sozialen Umwelt. Herausgegeben von Klaus E. Grossmann. Kindler Verlag, München 1977, ISBN 3-463-02177-3.
- George Barlow, Lewis Petrinovich und Mary Main, herausgegeben von Klaus Immelmann: Verhaltensentwicklung bei Mensch und Tier. Das Bielefeld-Projekt. Verlag Paul Parey 1982, ISBN 3489613368.
- E. Hesse und Mary Main: Desorganisiertes Bindungsverhalten bei Kleinkindern, Kindern und Erwachsenen: Zusammenbruch von Strategien des Verhaltens und der Aufmerksamkeit. I: K.-H. Brisch, K. E. Grossmann, K. Grossmann & L. Kohler (Hrsg.): Bindungen und seelische Entwicklungswege: Grundlagen, Prävention und klinische Praxis. Klett-Cotta, Stuttgart 2002, ISBN 978-3-608-94353-5.
- Mary Main: Desorganisation in der Bindung. In: G. Spangler & P. Zimmermann (Hrsg.): Die Bindungstheorie: Grundlagen, Forschung und Anwendung. Klett-Cotta, Stuttgart 1995, ISBN 978-3-608-94628-4.
- Mary Main: Aktuelle Studien zur Bindung. In:  G. Gloger-Tippelt (Hrsg.): Bindung im Erwachsenenalter: Ein Handbuch für Forschung und Praxis. Hans Huber Verlag, Bern 2000, ISBN 978-3-456-83414-6.
- Mary Main: Organisierte Bindungskategorien von Säugling, Kind und Erwachsenem. In: K.-H. Brisch, K. E. Grossmann, K. Grossmann & L. Kohler (Hrsg.): Bindungen und seelische Entwicklungswege: Grundlagen, Prävention und klinische Praxis. Klett-Cotta, Stuttgart 2002, ISBN 978-3-608-94353-5.